# Ígor Denísov
Ígor Vladimirovich Denísov (en ruso: Игорь Владимирович Денисов; Leningrado, Unión Soviética, 17 de mayo de 1984) es un exfutbolista ruso que jugaba como centrocampista. Se retiró al finalizar la temporada 2018-19.

## Selección nacional
El 12 de mayo de 2014 Fabio Capello, director técnico de la selección nacional de Rusia, incluyó a Denísov en la lista provisional de 30 jugadores que iniciarán la preparación con miras a la Copa Mundial de Fútbol de 2014. El 2 de junio fue ratificado por Capello en la nómina definitiva de 23 jugadores.

### Participaciones en Copas del Mundo
| Mundial                        | Sede   | Resultado    |
| ------------------------------ | ------ | ------------ |
| Copa Mundial de Fútbol de 2014 | Brasil | Primera fase |

## Clubes
| Club                           | País  | Año       |
| ------------------------------ | ----- | --------- |
| Zenit San Petersburgo          | Rusia | 2003-2013 |
| F. K. Anzhi                    | Rusia | 2013      |
| F. C. Dinamo Moscú             | Rusia | 2013-2017 |
| F. C. Lokomotiv Moscú (cedido) | Rusia | 2016-2017 |
| F. C. Lokomotiv Moscú          | Rusia | 2017-2019 |

## Palmarés

### Torneos nacionales
| Título                | Club                  | País  | Año  |
| --------------------- | --------------------- | ----- | ---- |
| Liga Premier de Rusia | Zenit San Petersburgo | Rusia | 2007 |
| Supercopa de Rusia    | Zenit San Petersburgo | Rusia | 2008 |
| Liga Premier de Rusia | Zenit San Petersburgo | Rusia | 2010 |
| Copa de Rusia         | Zenit San Petersburgo | Rusia | 2010 |
| Supercopa de Rusia    | Zenit San Petersburgo | Rusia | 2011 |
| Copa de Rusia         | F. C. Lokomotiv Moscú | Rusia | 2017 |
| Liga Premier de Rusia | F. C. Lokomotiv Moscú | Rusia | 2018 |
| Copa de Rusia         | F. C. Lokomotiv Moscú | Rusia | 2019 |

### Torneos internacionales
| Título              | Equipo (*)               | Sede       | Año     |
| ------------------- | ------------------------ | ---------- | ------- |
| Copa de la UEFA     | Zenit de San Petersburgo | Mánchester | 2007-08 |
| Supercopa de Europa | Zenit de San Petersburgo | Mónaco     | 2008    |